# Prachinburi
Prachinburi – miasto w południowej Tajlandii. Działa tam handel węglem drzewnym. Uprawia się tam ryż. Według stanu na 2000 rok miasto zamieszkiwało 25 157 ludzi. Stolica prowincji o tej samej nazwie.